# Lista dos convidados da Conferência de Havana
As seguintes maiores figuras do crime organizado estadunidense foram participantes da Conferência de Havana, mantida na semana de 22 de dezembro a 29 de setembro de 1946, no Hotel Nacional em Havana, Cuba. A lista também inclui as cidades onde os gângsters dominavam, assim como o ano de sua morte.
- Anthony "Joe Batters" Accardo, Chicago (m. 1992)
- Joseph "Joe Adonis" Doto, New York City (m. 1972)
- Albert "the Mad Hatter" Anastasia, New York City (m. 1957)
- Joseph "Joe Bananas" Bonanno, New York City (m. 2002)
- Anthony "Little Augie Pisano" Carfano, New York City (m. 1959)
- Frank "The Prime Minister" Costello, New York City (m. 1973)
- Charlie "Trigger Happy" Fischetti, Chicago (m. 1951)
- Rocco "Chicago Gangster" Fischetti, Chicago (m. 1964)
- Joseph "Joe Fish" Fischetti, Chicago (m.     )
- Vito "Don Vito" Genovese, New York City (m. 1969)
- Phillip "Dandy Phil" Kastel, New Orleans (m. 1962)
- Meyer "The Brain" Lansky, Miami (d. 1983)
- Gaetano "Tommy" Lucchese, New York City (d. 1967)
- Charles "Lucky" Luciano, New York City e Nápoles (d. 1962)
- Stefano "The Undertaker" Magaddino, Buffalo (m. 1974)
- Giuseppe "Joe Maylak" Magliocco, New York City (m. 1963)
- Carlos "Little Man" Marcello, New Orleans (m. 1993)
- Michele "Big Mike" Miranda, New York City (m. 1973)
- Quarico "Willie Moore" Moretti, Newark (m. 1951)
- Joseph "The Old Man" Profaci, New York City (m. 1962)
- Santo "Louie" Trafficante, Jr., Tampa (m. 1987)

Alguns historiadores da máfia acreditavam que os seguintes homens também compareceram:
- Abner "Longy" Zwillman, Newark (m. 1959)
- Joseph "Doc" Stacher, Las Vegas (m. 1977)
- Morris "Moe" Dalitz, Las Vegas (m. 1989)